# China Black
China Black war ein britisches Pop- und Reggae-Duo, das von 1994 bis 1995 mehrere Charthits hatte. Die Debütsingle Searching erreichte Platz 4 der britischen Hitparade und wurde somit der größte Erfolg der Band.

## Bandgeschichte
Simon Fung, dessen Eltern aus Hongkong stammen, und Errol Reid, der seine Wurzeln auf den Westindischen Inseln hat, gründeten Anfang der 1990er Jahre das Duo China Black. Der Bandname ist als Anspielung auf ihre Abstammung entstanden. Die erste gemeinsame Single Searching erschien 1992 und hielt sich 10 Wochen an der Spitze der britischen Reggae-Charts. Dann verschwanden die beiden Musiker für zwei Jahre aus dem Fokus der Öffentlichkeit.
Erst als 1994 eine Neuaufnahme von Searching in die Läden kam, erklomm China Black die nächste Stufe der Erfolgsleiter und erreichte Platz vier der UK-Charts sowie einen weniger spektakulären Platz 82 in Deutschland. Mit Stars legten Fung und Reid ein Vierteljahr später einen Top-20-Hit im Vereinigten Königreich nach. Almost See You (Somewhere) verfehlte 1995 knapp die Top 30 der heimatlichen Hitparade. Im selben Jahr stand Swing Low Sweet Chariot, eine Kollaboration mit Ladysmith Black Mambazo, auf Platz 15 und war die letzte Chartnotierung für China Black.

## Diskografie

### Alben
- 1994: Born

### Singles
- 1992: Searching
- 1994: Stars
- 1994: Almost See You (Somewhere)
- 1995: Don’t Throw It All Away (Rokstone Remixes)
- 1995: Swing Low Sweet Chariot (Ladysmith Black Mambazo feat. China Black)
- 1997: Emotions